# Santiago do Escoural
Santiago do Escoural is een plaats (freguesia) in de Portugese gemeente Montemor-o-Novo en telt 1659 inwoners (2001).